# Robbie Coltrane
Robbie Coltrane (n. 30 martie 1950, Rutherglen⁠(d), Scoția, Regatul Unit – d. 14 octombrie 2022, Falkirk, Scoția, Regatul Unit; nume la naștere Anthony Robert McMillan) a fost un actor, comediant și autor scoțian. El este cunoscut pentru rolurile din filmele: Harry Potter, GoldenEye, World Is Not Enough și în seria britanică Cracker.

## Filmografie

### Film
| An   | Titlu                                         | Personaj                         |
| ---- | --------------------------------------------- | -------------------------------- |
| 1980 | Flash Gordon                                  | Man at air field                 |
| 1980 | Death Watch                                   | Limousine Driver                 |
| 1982 | Britannia Hospital                            | Striking worker on picket line   |
| 1983 | Ghost Dance                                   | George                           |
| 1983 | Krull                                         | Rhun                             |
| 1984 | Chinese Boxes                                 | Harwood                          |
| 1985 | National Lampoon's European Vacation          | Man in bathroom                  |
| 1985 | The Supergrass                                | Det. Sgt. Troy                   |
| 1985 | Defence of the Realm                          | Leo McAskey                      |
| 1986 | Caravaggio                                    | Scipione                         |
| 1986 | Mona Lisa                                     | Thomas                           |
| 1987 | Eat the Rich                                  | Jeremy                           |
| 1988 | The Fruit Machine                             | Annabelle                        |
| 1989 | Henry V                                       | Falstaff                         |
| 1989 | Bert Rigby, You're a Fool                     | Sid Trample                      |
| 1989 | Let It Ride                                   | Ticket Seller                    |
| 1989 | Danny, the Champion of the World              | Victor Hazell                    |
| 1989 | Slipstream                                    | Montclaire                       |
| 1990 | Midnight Breaks                               | Fat                              |
| 1990 | Nuns on the Run                               | Charlie McManus/Sister Inviolata |
| 1990 | Perfectly Normal                              | Alonzo Turner                    |
| 1991 | The Pope Must Die                             | The Pope                         |
| 1991 | Triple Bogey on a Par Five Hole               | Steffano Baccardi                |
| 1992 | Oh, What a Night                              | Todd                             |
| 1993 | Boswell & Johnson's Tour of the Western Isles | Dr. Samuel Johnson               |
| 1993 | The Adventures of Huck Finn                   | Duke                             |
| 1995 | GoldenEye                                     | Valentin Dmitrovich Zukovsky     |
| 1997 | Buddy                                         | Dr. Bill Lintz                   |
| 1998 | Frogs for Snakes                              | Al                               |
| 1998 | Montana                                       | The Boss                         |
| 1999 | The World Is Not Enough                       | Valentin Dmitrovich Zukovsky     |
| 1999 | Message in a Bottle                           | Charlie Toschi                   |
| 2001 | Harry Potter and the Philosopher's Stone      | Rubeus Hagrid                    |
| 2001 | On the Nose                                   | Delaney                          |
| 2001 | From Hell                                     | Sergeant Peter Godley            |
| 2002 | Harry Potter and the Chamber of Secrets       | Rubeus Hagrid                    |
| 2004 | Ocean's Twelve                                | Matsui                           |
| 2004 | Harry Potter and the Prisoner of Azkaban      | Rubeus Hagrid                    |
| 2004 | Van Helsing: The London Assignment            | Mr. Hyde                         |
| 2004 | Van Helsing                                   | Mr. Hyde                         |
| 2005 | Harry Potter and the Goblet of Fire           | Rubeus Hagrid                    |
| 2006 | Stormbreaker                                  | The Prime Minister of Europe     |
| 2006 | Provoked                                      | Lord Edward Foster               |
| 2007 | Harry Potter and the Order of the Phoenix     | Rubeus Hagrid                    |
| 2008 | The Tale of Despereaux                        | Gregory                          |
| 2008 | The Brothers Bloom                            | The Curator                      |
| 2009 | Harry Potter and the Half-Blood Prince        | Rubeus Hagrid                    |
| 2009 | Gooby                                         | Gooby                            |
| 2010 | Harry Potter and the Deathly Hallows – Part 1 | Rubeus Hagrid                    |
| 2011 | Harry Potter and the Deathly Hallows – Part 2 | Rubeus Hagrid                    |
| 2012 | Brave                                         | Lord Dingwall                    |
| 2012 | Great Expectations                            | Mr. Jaggers                      |
| 2014 | Effie                                         | Doctor                           |